# Nikon D40
Nikon D40 — цифрова дзеркальної фотокамера компанії Nikon початкового рівня. Анонсована 16 листопада 2006 року. 6 березня 2007 року була випущена модифікована версія камери — D40x зі збільшеною до 10 мегапікселів роздільною здатністю (порівняно із 6 мегапікселями моделі D40). D40 та D40x (разом з D60) примітні тим, що це перші цифрові дзеркальні фотокамери Nikon, автофокусування у яких здійснюється виключно за допомогою автофокусуючого пристрою, влаштованого у об'єктиві.

## D40

### Опис
Nikon D40 комплектується новим кітовим об'єктивом невеликого розміру, AF-S DX Zoom-Nikkor 18-55 мм f/3,5-5,6G ED II.
Чутливість сенсору Nikon D40 за замовчуванням (найнижча) складає ISO 200, а найвища — ISO 3200 (у меню камери її позначено як «Hi1»).

### Переваги
- Відмінна якість знімків, достатня для чудової деталізації роздільна здатність
- Добра якість складання, не великі рівні за довжиною зазори
- Компактність і мала вага (особливо у комплекті із кітовою оптикою), які не зменшили комфортність використання
- Кітовий об'єктив кращої якості, ніж у більшості аналогів
- Зручність у використанні, надзвичайно швидкий відгук на різноманітні маніпуляції, велика швидкість роботи з картою пам'яті
- Якісний швидкий автофокус (усього 3 області, проте для камери початкового рівня це не можна назвати недоліком)
- Лампа підсвічування допомагає у автофокусуванні в умовах недостатнього освітлення (працює при піднятому спалаху)
- Надійна, складна система матричного заміру експозиції
- Напрочуд яскраве зображення, як для пентадзеркала, у видошукачі
- Надзвичайно зручна і корисна автоматика зміни чутливості (ISO)
- Простий у використанні перегляд знімків, зручне видалення
- Різні режими перегляду відзнятого
- Привабливе інтуїтивне меню
- Зйомка без пауз необмеженої кількості фото у форматі JPEG (при наявності картки відповідної швидкості)
- Карти пам'яті SD і шнур з інтерфейсом USB 2,0 забезпечують високу швидкість передачі даних
- Функції обробки зображення засобами камери, серед яких ефекти фільтрів та прибирання «червоних очей»
- Підтримка карт SD та SDHC
- Великий якісний LCD монітор з широким кутом огляду
- Кнопка допомоги виконує свою функцію як при зйомці, так і під час навігації по меню
- Програмована кнопка Fn на корпусі фотокамери
- Співвідношення ціна-якість

### Недоліки
- Відсутність двигуна автофокусування в корпусі камери (тобто застосування об'єктивів не AF-S/AF-I типів можливе лише у режимі ручного фокусу)
- Обмежене використання зйомки у RAW+JPEG: при записі у два формати одночасно JPEG-файл може бути лише базової якості
- Відсутність LCD-екрану у верхній частині камери
- Відсутність засобів управління експозицією і балансом білого під час зйомки
- Немає окремих кнопок (окрім програмної) для ISO і балансу білого
- Немає попереднього перегляду глибини поля зйомки
- Випадкова видимість муарових артефактів (щоправда трапляється рідко)
- Фіксований крок експокорекції (1/3 EV)
- Некоректне встановлення балансу білого автоматикою при світлі лампи розжарювання
- Відсутність засобів корегування NEF (RAW) у ПЗ, що постачається разом з камерою PictureProject, лише проста конвертація
- Обмежені можливості керування параметрами зображення (особливо насиченістю кольорів)

## D40x
Маючи ідентичний з D40 зовнішній вигляд, нова камера набула 10,2-мегапіксельного CCD сенсору, частоту кадрів при серійній зйомці збільшено до 3 кадрів у секунду, а базову чутливість зменшено до ISO 100. Реліз камери відбувся одночасно із виходом нового споживчого теле-об'єктиву із зниженою вібрацією, AF-S DX VR Zoom-Nikkor 55-200 мм f/4-5,6G IF-ED.